# Фикер, Фриц
Фриц Фикер (нем. Fritz Ficker; 11 сентября 1913, Хондорф, Германская империя — июль 1948, Воркута, СССР) — обершарфюрер СС и блокфюрер концлагеря Заксенхаузен.

## Биография
Фриц Фикер родился 11 сентября 1913 года в семье шахтёра. После посещения народной школы учился на металлообрабатывающем предприятии. Свободное время посвящал занятию спортом.
В 1933 году присоединился к Штурмовым отрядам (СА). В июне 1934 года на 2,5 года поступил на службу в армию. В 1936 году демобилизовался в звании ефрейтора. В 1936 году был зачислен в отряды СС «Мёртвая голова» в Преттине. 1 мая 1937 года вступил в НСДАП (билет № 4293085). В 1938 году в составе штандарта СС «Бранденбург» принимал участие в Аншлюсе Австрии и присоединении Судетской области.
1 марта 1939 года был переведён в комендатуру концлагеря Заксенхаузен и вскоре стал блокфюрером в «изоляции», зоне, отгороженной от остальной части лагеря. Фикер заставлял заключенных «заниматься спортом» до тех пор, пока они не падали в обморок. Кроме того, он участвовал в нескольких массовых убийствах в лагере, например, в массовом убийстве советских военнопленных осенью 1941 года. После присвоения звания обершарфюрера СС Фикеру стал коммандофюрером в филиале Заксенхаузена Клинкерверк. Здесь он также отличался своей жестокостью. Весной 1943 года стал рапортфюрером в сублагере Фалькензе.
В январе 1944 года был переведён в качестве начальника трудовой службы в концлагерь Дора-Миттельбау, где оставался до апреля 1945 года. Впоследствии сопровождал колонну заключенных, идущих маршем смерти через Харц. Летом 1945 года был интернирован британскими войсками и через год передан советской оккупационной администрации
В октябре 1947 года предстал перед советским военным трибуналом на процессе по делу о преступлениях в концлагере Заксенхаузен и 31 октября 1947 года за соучастие в убийстве советских военнопленных был приговорён к пожизненному заключению совместно с каторжный трудом. В июле 1948 года умер в заключении в Воркутлаге. 22 августа 1956 года окружной суд Хондорфа признал его умершим.